# ويليام ستانلي هاسلتين
ويليام ستانلي هاسلتين (بالإنجليزية: William Stanley Haseltine) (11 يونيو 1835-3 فبراير 1900) هو رسام أمريكي كان مرتبطًا بمدرسة دوسلدورف للرسم ومدرسة نهر هدسون واللمعان(أسلوب رسم).